# Gonomyia (Leiponeura) wunda
Gonomyia (Leiponeura) wunda is een tweevleugelige uit de familie steltmuggen (Limoniidae). De soort komt voor in het Australaziatisch gebied.